# Ronald Hingley
Ronald Francis Hingley (26 de abril de 1920, Edimburgo, 23 de enero de 2010) fue un erudito inglés, traductor e historiador de Rusia, especializado en historia y literatura rusas.
Hingley fue el traductor y editor de la colección de nueve volúmenes de las obras de Chéjov publicadas por Oxford University Press entre 1974 y 1980 (conocido como Oxford Chekhov). También escribió numerosos libros, incluidas biografías de Chekhov, Dostoyevsky, Stalin y Boris Pasternak. Ganó el premio James Tait Black por su biografía de 1976 A New Life of Anton Chekhov. También tradujo varias obras de la literatura rusa, entre ellas el clásico de Alexander Solzhenitsyn Un día en la vida de Ivan Denisovich que Hingley co-tradujo con Max Hayward.
Fue miembro del Consejo de Administración del St Antony's College, Oxford de 1961 a 1987 y miembro emérito de 1987 en adelante.

## Obras
- A Concise History of Russia (1972)
- Russia : A Concise History (1991)
- A Life of Chekhov (Oxford Lives) (1989)
- A New Life of Anton Chekhov (1976)
- Pasternak  (1983)
- Dostoyevsky, his life and work (1978)
- Joseph Stalin: Man and Legend (Leaders of Our Time) (1974)
- The Undiscovered Dostoyevsky (1962)
- Nightingale fever: Russian poets in revolution (1981)
- Russian Writers and Society in the Nineteenth Century (1977)
- Russian Writers and Soviet Society, 1917-1978 (1979)
- The Russian Secret Police: Muscovite, Imperial Russian and Soviet Political Security Operations (1970)
- A People in Turmoil: Revolutions in Russia (1973)
- The Russian Mind (May 25, 1978) - "An extensive, anecdotal exploration of the Russian mind and character portrays salient behavior traits and attitudes and examines characteristic social and cultural phenomena."[2][3]
- Russian Revolution (Bodley Head Contemporary History) (Oct 22, 1970)
- The Tsars, Russian Autocrats, 1533-1917 (1968)
- Czars (1973)